# Jon Sammels
Jon Sammels, né le 23 juillet 1945 à Ipswich (Angleterre), est un footballeur anglais.
Ce milieu de terrain central réalise l'essentiel de sa carrière à Arsenal FC puis Leicester City.

## Biographie
Sammels rejoint Arsenal FC en 1961. Ses bonnes performances en équipe réserve lui permettent d'être sélectionné en équipe d'Angleterre espoirs mais il peine à devenir un membre à part entière de l'équipe première, malgré son but lors de sa première apparition le 27 avril 1963 contre Blackpool FC. Alors qu'il n'a pas du tout joué pendant la saison 1964-1965, il profite des départs de Geoff Strong puis de George Eastham pour s'imposer à partir de 1966 comme un titulaire important. Après deux défaites en finale de la Coupe de la ligue en 1968 et 1969, il remporte son premier trophée avec Arsenal en Coupe des villes de foires 1969-1970, au cours de laquelle il marque en finale face au RSC Anderlecht. Sammels perd cependant sa place la saison suivante, George Graham profitant d'une blessure pour s'imposer. Malgré le titre de champion remporté par Arsenal en fin de saison, il demande son transfert et rejoint Leicester City FC après 270 matchs et 52 buts pour Arsenal.
Sammels devient un membre important de Leicester pendant les sept saisons suivantes, disputant 265 rencontres et marquant 25 buts pour les Foxes. Il remporte sous la direction de Jimmy Bloomfield le Charity Shield en 1971, et contribue toutes ces saisons à faire de son équipe une des meilleures du pays. Sammels quitte finalement Leicester en 1978 en fin de contrat et signe au Vancouver Whitecaps en NASL. Il n'y reste que deux saisons avant de prendre sa retraite sportive.